# Сава Студит
Вижте пояснителната страница за други личности с името Студит.
Сава Студит е игумен на Студийския манастир по време на Втория вселенски събор в Никея (787 г.) в който има главната роля.
Вторият Никейски събор е свикан за да се възстанови иконопочитанието. Сава Студит заедно с Платон Студит са водачи на студийските монаси които се противопоставят на иконоборците - Сава обвинява империята, че се меси в независимостта на Църквата в подготовката за събора. Сава е водещ кандидат за председател на Съвета, който в крайна сметка е председателстван от патриарх Тарасий I Константинополски. 
Сава категорично се противопоставя на обратното приемане на неразкаялите се епископи-иконоборци за ръководители на катедри.